# Lissys Flimmerkur
Lissys Flimmerkur  è un cortometraggio muto del 1919 diretto da Rudi Bach.

## Produzione
Il film fu prodotto dalla Lux-Film.

## Distribuzione
Il film - un cortometraggio in tre bobine - uscì nelle sale cinematografiche tedesche nel 1919. Il visto di censura B.00798 ne vietava la visione ai minori.